# Milivoj Prćić
Milivoj Prćić (Subotica, 1. listopada 1942. – Subotica, 31. prosinca 2015./1. siječnja 2016.) bio je hrvatski književnik iz Vojvodine, po obrazovanju pravnik. 

## Književni rad
Uglavnom je pisao prozu (jedan roman, nekoliko zbiraka kratkih priča i pripovijedaka), a 2008. objavio je i zbirku pjesama. Svoj način pisanja opisao je kao "hiperrealizam s osobnim znakom, i to zato što je on svojom istinitošću i realističnošću, prečesto mnogo apstraktniji i nevjerojatniji od postmodernizma".
Jedno svoje djelo, monodramu "Pivaj Bačka veselo", posvetio je nogometnom klubu Bačka iz Subotice, utemeljenom 1901., najstarijem hrvatskom nogometnom klubu, koji je bio od velikog značaja za kulturnu i športsku autonomiju bačkih Hrvata i u Ugarskoj u Austro-Ugarskoj, te kasnije u Kraljevini Jugoslaviji. 
Svoju prvu zbirku pjesama objavio je 2008., a u toj zbirci pjesama se, prema uredniku Milovanu Mikoviću, govori o "o odrastanju u razdoblju nakon II. svjetskog rata u kojem se dječak, provodeći više vremena s djedom i bakom nego s roditeljima, suočava s nedokučivim tajnama odrastanja u nenaklonjenom vremenu punom zastrašujućih obilježja".
Bio je članom Hrvatskog nacionalnog vijeća i Demokratskog saveza Hrvata u Vojvodini. Svojedobno je bio kandidat za Saveznu skupštinu dva puta, a za skupštinu Republike Srbije također dvaput. 
Preminuo je u noći s 31. prosinca 2015. na 1. siječnja 2016. u Subotici.

## Djela
- Stari zid, (roman), 1992.
- Zadnja pošta Subotica, (zbirka kratkih priča), 2001.
- Salaš u lampašu, (monodrame), 2004.
  - Pivaj Bačka veselo (režirao Rajko Ljubič)
- I nakon desetljeća, (kolumne), 2005.
- Južno od Tranšeja, (zbirka kratkih priča), 2006.
- Pisme za nuz sviću, (zbirka pjesama), 2008.

Neka djela su mu prevedena na mađarski jezik, a preveo ih je bački hrvatski književnik Matija Molcer. Monodramu Pivaj Bačka veselo je režirao Rajko Ljubič) za program Hrvatskog uredništva Radio Subotice.
Neke pripovijetke su mu objavljene u Klasju naših ravni.
Neke pjesme mu se nalaze u zbirci s III. pjesničkog skupa u Rešetarima (pjesništvo Književne sekcije KUD-a "Rešetari" i hrvatskih pjesnika u iseljeništvu) Nad vremenom i ognjištem (objavljenoj 2005.) s pjesničkog skupa u Rešetarima održanog 23. listopada 2004., u izboru Stjepana Blažetina, Ivana Slišurića, Đure Vidmarovića i urednika Ivana De Ville. U toj su zbirci osim njega nalaze i ovi hrvatski pjesnici iz Bačke: Josip Dumendžić, Zlatko Gorjanac, Antun Kovač, Cecilija Miler, Pavka Domić i Robert G. Tilly.